# Passaloecus insignis
Passaloecus insignis är en stekelart som först beskrevs av Vander Linden 1829.  Passaloecus insignis ingår i släktet Passaloecus, och familjen Crabronidae. Enligt den finländska rödlistan är arten sårbar i Finland. Arten är reproducerande i Sverige. Artens livsmiljö är moskogar.